# Comme chien et chat... et Titi
Pour plus de détails, voir Fiche technique et Distribution.
Comme chien et chat... et Titi (A Street Cat Named Sylvester) est un dessin animé de la série Looney Tunes réalisé par Friz Freleng et sorti en 1953.